# Алексеј Леонов
Алексеј Архипович Леонов (рус. Алексе́й Архи́пович Лео́нов; Листвјанка, 30. мај 1934 — Москва, 11. октобар 2019) био је руски космонаут и генерал ваздухопловства који је 18. марта 1965. постао први човек који је боравио у отвореном свемиру.
Изабран је у првој групи од двадесет космонаута 1960. године. Његова свемирска шетња требало је да се одигра током мисије Восток 11, али је отказана. Успешно се прошетао свемиром током мисије Восход 2. У отвореном свемиру провео је 12 минута. Леонов је требало да буде први Совјет који се искрцао на Месец, али та мисија је отказана.
Од 1976. до 1982. био је командант тима космонаута и један од руководилаца Тренинг центра за космонауте Јуриј Гагарин. Пензионисан је 1991. године.
Леонов је познат и као уметник. Објавио је више књига и албума, које је заједно са Андрејем Соколовом украсио уметничким сликама свемирских пространстава.
Преминуо је 11. октобра 2019. године под непознатим околностима.